# Dromaeosauridae
Dromaeosauridae er en familie af fuglelignende dinosaurer. Den består primært af mindre elegante kødædere, hvoraf størstedelen levede i Kridttiden. I dagligsproget kaldes de ofte ’’raptors’’ (efter Velociraptor), et ord, som især er blevet udbredt af filmen Jurassic Park. Dromaeosauridae er dannet fra græsk og betyder 'løbende øgle'.
Dromaeosaurider er blevet fundet flere steder i verden, herunder Europa, Nordamerika, Nordafrika, Østasien, Madagaskar og Argentina. De første eksemplarer dukkede op i juratiden for 167 mio. år siden, og familien fandtes vidt udbredt helt til afslutningen på kridttiden for 65,5 mio. år siden; dvs. at familien nåede at eksistere i mere end 100 mio. år af Jordens geologiske historie. Dromaeosaurider fra Jura kendes primært fra fund af deres tænder, som besidder en række karakteristika, der betyder at de nemt kan adskilles fra andre dinosaurergrupper.

## Karakteristika
Dromaeosaurider var små eller mellemstore dinosaurer, de fleste var mellem 2 og 4 m lange, og ligesom flere af de øvrige theropoder gik de på bagbenene. På alle de eksemplarer, hvor foden er bevaret, er én af tåkløerne stærkt forvokset og kurvet i forhold til de øvrige; denne klø blev sandsynligvis ikke brugt når dyret gik. Den lange hale var fleksibel ved roden, mens den i resten af længden var afstivet; det er derfor blevet foreslået at halen blev brugt som stabilisator. Forsteninger af Microraptor gui viser at der på spidsen af dens hale sad en diamantformet vifte af fjer, som måske kan have fungeret som en aerodynamisk stabilisator og ror.[kilde mangler]

## Slægtsskab med fugle
Dromaeosaurider klassificeres normalt som theropoda, og tilhører derfor en ’’søsterorden’’ til Aves (fuglene), i nyere tid er der dog fundet flere tegn på at de i virkeligheden selv er ægte fugle. Aftryk fra af overfladen på flere eksemplarer af familien (exp. Microraptor, Cryptovolans og Sinornithosaurus) viser at de har haft fjer, der ligner dem moderne fugle har, bl.a. havde de svingfjer. Dette har medført hypoteser om at nogle af dromaeosauriderne har været i stand til aktiv flyvning.
Primitive medlemmer af Aves (fx Jinfengopteryx, Pedopenna og Archaeopteryx) har også mange træk tilfælles med dromaeosauridae, herunder anatomi og fjerdragt. Og de tidlige dromaeosaurider (som fx Microraptor og Rahonavis) var mere fuglelignende end senere arter som Velociraptor, som måske blot har mistet flyveevnen ligesom moderne strudse.  Opdagelsen i 2005 af Thermopolis eksemplaret af Archaeopteryx, som har bevaret en dromaeosauride-lignende langt fremstikkende anden tå kan betyde, at Archaeopteryx selv er tidligere end dromaeosauriderne. Derfor har nogle palæontologer har derfor foreslået at dromaeosauridae, som traditionelt er blevet klassificeret som ikke-flyvende dinosaurer, i stedet bør tilhøre Aves.  Hvorvidt dromaeosaurider var fugle eller dinosaurer afhænger af definitioner, phylogenitisk er alle medlemmer af Aves dinosaurer, mens fugle i taksonomisk forstand er alle dyr med fjer. I den forstand er alle dromaeosaurider fugle, da der kendes eksemplarer med fjer indenfor alle grupper af kladen Maniraptora, som både dromaeosaurider og Aves tilhører. Meget tyder altså på at dromaesaurer har udviklet sig fra dyr med fuglelignende træk, og at de derfor er ægte medlemmer af Aves.

## Systematik
Den oprindelige taksonomiske beskrivelse af familien Dromaeosauridae blev foretaget af W.D. Matthew og Barnum Brown, i 1922 klassificerede de den som en underfamilie (Dromaeosaurinae) til den nu forældede familie Deinodontidae. På dette tidspunkt var det eneste kendte medlem Dromaeosaurus. Palæontologen Paul Sereno omdefinerede Dromaeosauridae som en selvstændig klade i 1998, sammen med den anden familie Troodontidae udgør den infraordenen Deinonychosauria.

### Klassifikation
Opdelingen af underfamilierne i Dromaeosauridae ændres hyppigt på baggrund af nye data, en af dem er Unenlagiinae. Denne gruppe er ikke særligt godt beskrevet, og flere af dens medlemmer tilhører måske endda ikke Dromaeosauridae. Flere eksemplarer (fx Buitreraptor og Unenlagia) har træk der viser tilpasning til flyvning, selvom dyrene med stor sandsynlighed har været for store til at reelt at kunne lette. Et medlem af denne gruppe, Rahonavis, var dog så lille og havde så veludviklede vinger at flyvning var mulig for denne art.
Den mest primitive undergruppe af Dromaeosauridae er Microraptoria, den inkluderer flere af de mindste medlemmer af familien. Medlemmerne af den havde træk, som tyder på et liv tilpasset træerne. Alle kendte aftryk af skind fra dromaeosaurider stammer fra medlemmer af denne gruppe, og de viser alle tegn på en veludviklet fjerdragt og vinger, ligesom Unenlagiinae, og flere af medlemmerne kan have været i stand til at flyve. En anden underfamilie er Velociraptorinae, der bl.a. inkluderer Velociraptor, Deinonychus og Saurornitholestes. En anden underfamilie, Dromaeosaurinae, inkluderer de største medlemmer af Dromaeosauridae.

### Medlemmer afDromaeosauridae
Denne klassifikation er baseret studier af Sereno (2005), Senter (2004), Makovicky et al. (2005), and Norell et al. (2006).
- Familia Dromaeosauridae
  - Atrociraptor
  - Dromaeosauroides[13]
  - Pyroraptor
  - Saurornitholestes
  - Shanag
  - Variraptor
  - Clade Microraptoria[11]
    - Bambiraptor
    - Cryptovolans
    - Graciliraptor
    - Microraptor
    - Sinornithosaurus

  - Subfamilia Unenlagiinae[14]
    - Buitreraptor
    - Neuquenraptor
    - Rahonavis
    - Unenlagia

  - Subfamilia Velociraptorinae[15]
    - Deinonychus
    - Tsaagan
    - Velociraptor

  - Subfamilia Dromaeosaurinae[9]
    - Achillobator
    - Adasaurus
    - Dromaeosaurus
    - Utahraptor

Note: Flere forskere mener at den ældste kendte fugl,Archaeopteryx, bør klassificeres som et tidligt medlem af Dromaeosauridae. Hvis dette er tilfældet skal hele dromaeosauridefamilien omdøbes til Archaeopterygidae, for at følge ICZN’s standarder, da Archaeopterygidae blev beskrevet før Dromaeosauridae.

## Palæobiologi

### Rovdyr
Der hersker stadig uenighed indenfor palæontologien om hvad funktion den forstørrede ”flænseklo”, der sad på den anden tå, havde. Da John Ostrom beskrev den på Deinonychus i 1969, antog han den for at et klingelignende våben, der blev brugt til at sønderflænge byttet med. Han sammenlignede den med tænderne på Sabelkatten. Denne hypotese er almindeligvis blevet overført til alle dromaeosaurider. Manning et al. Har dog foreslået at kloen i stedet fungerede som en krog, på grundlag af en rekonstruktion, hvor keratinkappen var elliptisk formet frem for dråbeformet som hidtil.  Kloen ville i så fald være blevet brugt som klatreredskab, når meget større byttedyr skulle nedlægges, og som stikvåben.
Jagtkobbel

Fossiler af Deinonychus er blevet fundet sammen i mindre grupper nær rester af den planteædende Tenontosaurus. Dette er blevet set som bevis på at disse dromaeosaurer jagede koordineret i flok ligesom flere moderne pattedyr gør. Alle har dog ikke fundet det endeligt bevist, da andre studier tyder på at Deinonychus snarere foretog uorganiserede overfald. Hos moderne fugle og krokodiller, der dromaeosaurernes nærmeste nulevende slægtninge, findes der ikke mange tilfælde af jagtsamarbejde mellem flere eksemplarer af samme art. Der er ikke fundet levn, der tyder på social adfærd hos andre dromaeosaurer end hos Deinonychus.

### Fjer
Det første fund af en dromaeosaur, hvor der var tydelig tegn på fjerdragt, var Sinornithosaurus. Fundet blev rapporteret fra Kina af Xu et al. i 1999. Siden da er flere andre dromaeosauride fossiler blevet fundet, med spor af fjer; nogle af dem med fuldt udviklede vinger, hvoraf nogle havde endda hvad der ligner et ekstra sæt vinger på bagbenene (fx Microraptor og Cryptovolans). i det lys anses det for mest sandsynligt at også de større jordlevende dromaeosaurider bar fjer, på samme måde som ikke-flyvende fugle i dag har beholdt deres fjerdragt. Men selvom det er sandsynligt at alle dromaeosaurider havde fjer, er det også muligt at de allerstørste arter ikke havde et isolerende fjerlag. 

## Eksterne link
- Afsnit om "Dromaeosauridae" Arkiveret 20. februar 2007 hos  Wayback Machine på DinoData (registrering nødvendig, gratis).
- The Dromaeosauridae: The Raptors! Arkiveret 4. september 2007 hos  Wayback Machine, fra University of California Berkeley Museum of Paleontology.
- Dromaeosauridae Arkiveret 2. december 2008 hos  Wayback Machine, af Justin Tweet frá Thescelosaurus.